# Lee (rivier in Ierland)
De Lee (An Laoi in het Iers) is een rivier in Ierland, stromend door County Cork en de stad Cork naar de haven van Cork aan de Ierse zuidkust. Hier mondt zij na 55 km uit in de Keltische Zee. Er is een waterkrachtcentrale gebouwd, net boven de stad, en in dit deel van de rivier bestaan nu de Carrigadrohid en Inniscarra stuwmeren.